# Сапронов, Сергей Валентинович
Серге́й Валенти́нович Сапро́нов (укр. Сергій Валентинович Сапронов; 21 октября 1961, Чернигов, Украинская ССР, СССР) — советский и украинский футболист, защитник, украинский тренер. Известен благодаря выступлениям в составе черниговской «Десны», винницкой «Нивы» и ряда других украинских клубов. Рекордсмен «Десны» по количеству сыгранных матчей (474). После завершения выступлений перешёл к тренерской деятельности. Возглавлял женский футбольный клуб «Легенда» и женские сборные Украины разных возрастов.

## Биография

### Ранние годы
Родился 21 октября 1961 года в Чернигове. В детстве играл вместе с будущими футболистами Олегом Кузнецовым и Валентином Буглаком за команду 6-го ЖЭКа. Занимался в областной ДЮСШ. Первыми тренерами были Леонид Рынский и Мирослав Мандрик. В составе сборной Черниговской области (игроки 1961—1962 годов рождения) выступал в первенстве Украины. В команде вместе с ним играли Святослав Петренко, Виктор Рудой, братья Сергей и Владимир Причиненко.

### Карьера игрока
В 17-летнем возрасте начал выступать за черниговскую «Десну». Дебютировал в чемпионате СССР 26 апреля 1979 года в матче с «Буковиной». В своём первом сезоне сыграл 19 матчей. Возможность закрепиться в основном составе команды получил благодаря регламенту чемпионата, согласно которому в матчах Второй лиги в составе команды хозяев поля на протяжении всей игры должен был находиться игрок не старше 18 лет.
В составе «Десны» провёл 6 сезонов, завоевав серебряную медаль чемпионата УССР 1982 года.
После окончания обучения в институте в 1985 году был призван в армию, играл за киевский СКА. После завершения службы перешёл в винницкую «Ниву» по приглашению бывшего тренера «Десны» Ефима Школьникова. В 1987 году вернулся в Чернигов, где стал одним из лидеров «Десны» и капитаном команды.
В 1992 году получил предложение от ровенского «Вереса», который выступал в Высшей лиге чемпионата Украины, однако в Ровно надолго не задержался и уже через два месяца оказался в знакомой ему винницкой «Ниве», которая боролась за повышение в классе. Вместе с командой завоевал «золото» Первой лиги и право играть в следующем сезоне с сильнейшими командами страны.
Весной 1995 года перешёл в «Звезду-НИБАС», однако провёл в составе кировоградского клуба только две игры, начав следующий чемпионат уже в черновицкой «Буковине». В сезоне 1996/97 вернулся в «Десну», с которой выиграл золотую медаль Второй лиги. Завершил карьеру футболиста в 2000 году.

### Карьера тренера
После завершения выступлений некоторое время работал помощником главного тренера «Десны», а с 2002 по 2005 год возглавлял любительский футбольный клуб «Нежин». В течение 2005—2007 годов работал тренером-преподавателем СДЮШОР ФСО «Спартак». В 2008 году был назначен на должность главного тренера женского футбольного клуба «Легенда» (Чернигов). Дважды подряд выигрывал с клубом золотые медали чемпионата Украины (2009, 2010) и дважды привозил в Чернигов «серебро». В 2009 году футболистки «Легенды» сделали «золотой дубль», добавив к чемпионству Кубок Украины. Из-за неудачного старта команды в чемпионате 2012 года Сергей Сапронов был уволен с поста главного тренера «Легенды» по собственному желанию, после чего вернулся к работе тренером в ФСО «Спартак».
В 2013 году возглавил женскую сборную Украины (U-15), а в следующем году снова вернулся к работе с черниговской «Легендой». Вторая попытка оказалась не слишком удачной — черниговские футболистки получили всего лишь «бронзу» национального чемпионата и уступили в финале Кубка харьковскому «Жилстрою-1». Впрочем, благодаря успешной работе со сборной Сергей Сапронов по итогам сезона попал в список претендентов на звание лучшего тренера в женском футболе Украины.
В начале 2015 года оставил должность руководителя черниговской «Легенды», а 17 апреля 2015 года на заседании исполкома ФФУ был утверждён главным тренером женской сборной Украины (до 17 лет).

## Достижения

### Игрок
«Десна»
- Серебряный призёр чемпионата УССР: 1982.
- Победитель Второй лиги Украины: 1996/97 (Группа «А»).

«Нива» Винница
- Победитель Первой лиги Украины: 1992/93.

«Буковина»
- Серебряный призёр Первой лиги Украины: 1995/96.

### Тренер
«Легенда»
- Чемпион Украины (2): 2009, 2010.
- Серебряный призёр чемпионата Украины (2): 2008, 2011.
- Бронзовый призёр чемпионата Украины: 2014.
- Обладатель Кубка Украины: 2009.
- Финалист Кубка Украины (4): 2008, 2010, 2011, 2014.